# Pont de l’amitié Chine-Niger
Der Pont de l’amitié Chine-Niger („Brücke der chinesisch-nigrischen Freundschaft“) ist eine Straßenbrücke in Niamey, Niger über den Fluss Niger. Sie ist nach der Kennedybrücke die zweite Flussbrücke in Niamey.
Im Jahr 2007 beschlossen die chinesische und die nigrische Regierung, eine Brücke zu bauen. Der Grundstein wurde am 28. Juni 2008 gelegt und am 18. März 2011 wurde das Bauwerk für den Verkehr freigegeben. Die veranschlagten Kosten von 20 Milliarden CFA-Franc übernahm der chinesische Staat. Die tatsächlichen Gesamtkosten sollen bei 25 Milliarden CFA-Franc liegen. Das Bauprojekt hat einschließlich der Zufahrten eine Länge von 2,25 km. Die Brücke selbst ist rund 600 m lang und 23 m breit. Sie hat je zwei durch einen Mittelstreifen getrennte Fahrbahnen. In einem zweiten Schritt wurden die Zufahrten gebaut, die am 9. Dezember 2012 auch dem Verkehr freigegeben wurden.